# Zastava Paname
Zastava Paname usvojena je 20. prosinca 1903. i privremeno ju je 1904. prihvatila ustavna skupština. Definitivna je od 1925.
Plava i crvena predstavljaju konzervativnu i liberalnu stranku; bijela predstavlja mir. Plava zvijezda predstavlja čistoću i čestitost, a crvena vlast i zakon u zemlji.

## Vanjske poveznice
- Flags of the World